# Stanley Baker
Stanley Baker (Ferndale, Gales, 28 de febrero de 1928-Málaga, 28 de junio de 1976) fue un actor y productor cinematográfico británico.

## Inicios
Su nombre completo era William Stanley Baker, y nació en Ferndale, Gales. Mediada la década de 1930 sus padres se mudaron a Londres, donde Baker pasó la mayor parte de sus años de formación. Su estreno en el cine tuvo lugar de adolescente en la película de 1943 de los Estudios Ealing Undercover, acerca de las guerrillas yugoeslavas en Serbia. Después, desde 1946 a 1948, sirvió en el Royal Army Service Corps. Su primer papel como adulto llegó con All Over the Moon (1949).
En su vida privada era buen amigo y compañero de bebida de otro actor galés, Richard Burton. Aunque se ha afirmado que ambos intérpretes estudiaron con un mismo profesor, que los habría animado a hacerse actores, el hecho es que Baker estudió bajo la tutela de Glyn Morse en Ferndale, mientras que a Burton lo dirigió Philip Burton. 
En un principio Baker era usualmente elegido para interpretar a malvados, personajes duros y enérgicos. De entre sus primeros papeles es de destacar el de Bennett en The Cruel Sea (1953). Laurence Olivier lo seleccionó para encarnar a Enrique VII de Inglaterra en Ricardo III (1955). En 1956 fue Aquiles en Helena de Troya, y en 1957 colaboró con Patrick McGoohan en Hell Drivers (1957).

## Estrellato
En 1961 a Baker le ofrecieron el papel de James Bond en la película Dr. No, pero lo rechazó porque no deseaba verse atado a un contrato de tres películas. Esa decisión pudo haberle pesado, pues unos años más tarde pidió al productor Albert R. Broccoli interpretar al malvado en una de las películas. Sin embargo, encarnó al miembro de un comando en la cinta bélica de 1961 Los cañones de Navarone. 
El papel más recordado de Baker fue el del teniente John Chard en Zulú (1964), junto al recién llegado Michael Caine. Baker tuvo un gran interés personal en los eventos históricos, y fue el propietario de la Cruz Victoria de Chard y de la Medalla de Sudáfrica (1877) desde 1972 hasta el momento de su muerte.
En la cinta de Joseph Losey Accident (1967), Baker hizo una gran actuación como Charley, y en la película de 1970 Perfect Friday demostró su capacidad para la comedia romántica con el papel de Mr Graham, actuando junto a Ursula Andress.
Baker formó su propia productora en la década de 1970, produciendo películas como Zulú (1964), Robbery (1967) y Un trabajo en Italia (1968). Baker dispuso a su compañía en un consorcio que compró los Pinewood Studios, pero tras una crisis bursátil en 1974 hubo de declarar la quiebra. Entonces volvió a su trabajo como actor, haciendo también papeles en televisión, incluyendo las producciones para la BBC The Changeling y Robinson Crusoe (1974), y la adaptación que hizo para la BBC de Gales de Qué verde era mi valle (How Green Was My Valley) (1975).

## Vida privada
Baker era socialista en su vida privada, y amigo del primer ministro laborista Harold Wilson. Se opuso firmemente al nacionalismo galés y grabó espacios televisivos en apoyo del Partido Laborista galés. Baker fue fuertemente criticado por ganar grandes sumas de dinero a pesar de su tendencia socialista, y por mandar a sus hijos a costosos colegios privados ingleses y poseer una gran propiedad en España para pasar sus vacaciones. Al principio, a consecuencia del rodaje de la película Sea Fury en l'Estartit y al hospedaje de todo el equipo del rodaje de la película en l'Escala, estuvo varios años pasando sus vacaciones en esta población de la Costa Brava catalana, en la cual tenía una propiedad en el paraje Port d'en Perris. En la década de 1960 consideró la posibilidad de exiliarse por causa fiscal, pero finalmente decidió que echaría de menos su país. Muchas de sus amistades opinaban que Baker había dañado su carrera de actor por sus intentos de transformarse en un hombre de negocios. Además, en una entrevista concedida poco antes de fallecer, Baker admitía ser un jugador compulsivo.
En 1976 fue honrado con el nombramiento como Caballero en una controvertida decisión del primer ministro Wilson, cuya lista de aspirantes a Caballero recibió el mote de la «lavender list» (lista lavanda). Sin embargo, Baker no vivió para ser investido en persona en el palacio de Buckingham.
Fumador de toda la vida, a Baker le diagnosticaron un cáncer de pulmón en enero de 1976, siendo operado al mes siguiente. Sin embargo, el cáncer se había diseminado y ese mismo año falleció a causa de una neumonía en Málaga, España. Tenía cuarenta y ocho años de edad. Sus restos fueron incinerados en el cementerio Putney Vale, y las cenizas esparcidas desde lo alto de Ynysybwl sobre su amada Ferndale.

## Filmografía
- Undercover (1943)
- All Over the Town (1949)
- Obsession (1949)
- Lilli Marlene (1950)
- Your Witness (1950)
- Cloudburst (1950)
- The Rossiter Case (1951)
- Captain Horatio Hornblower (1951)
- Whispering Smith Hits London (1951)
- Home to Danger (1951)
- Los caballeros del rey Arturo (1953)
- The Cruel Sea (1953)
- The Red Beret (1953)
- The Tell-Tale Heart (1953) (voz)
- The Good Die Young (1954)
- Beautiful Stranger (La bella desconocida) (1954)
- Hell Below Zero (1954)
- Twist of Fate (1954), con Ginger Rogers
- Ricardo III (1955)
- Helen of Troy (1956)
- Alejandro Magno (1956)
- Checkpoint (Sangre en el asfalto) (1956)
- Child in the House (1956)
- A Hill in Korea (1956)
- Hell Drivers (Ruta infernal) (1957)
- Campbell's Kingdom (La dinastía del petróleo) (1957)
- Violent Playground (1958)
- Sea Fury (1958)
- Yesterday's Enemy (1959)
- The Angry Hills (Traición en Atenas) (1959)
- Blind Date (La clave del enigma) (1959)
- Jet Storm (1959)
- Hell Is a City (La muerte llega de noche) (1960)
- The Criminal (1960)
- Los cañones de Navarone (1961)
- Eva (1962)
- A Prize of Arms (Dinero en llamas) (1962)
- Sodom and Gomorrah (Sodoma y Gomorra) (1963)
- In the French Style (1963)
- The Man Who Finally Died (El hombre que murió tres veces) (1963)
- Zulú (1964)
- Dingaka (1965)
- Sands of the Kalahari (Arenas del Kalahari) (1965)
- Accident (1967)
- Robbery (1967)
- La ragazza con la pistola (1968)
- Where's Jack? (El ladrón rebelde) (1969)
- The Last Grenade (1970)
- Perfect Friday (1970)
- The Games (La prueba del valor)  (1970)
- Una lucertola con la pelle di donna (1971)
- Popsy Pop (1971)
- The Innocent Bystanders (De Oriente a Occidente para matar) (1972)
- Pepita Jiménez (1975)
- Zorro (1975)
- Orzowei (1976)